# Theridion spinitarse
Theridion spinitarse là một loài nhện trong họ Theridiidae.
Loài này thuộc chi Theridion. Theridion spinitarse được Octavius Pickard-Cambridge miêu tả năm 1876.